# Амарилліс (співачка)
Амарилліс (грец. Αμαρυλλίς; 1981, Афіни, Греція) — грецька співачка.

## Біографія

### Ранні роки
Амарилліс народилася в Афінах у листопаді 1981 року. Закінчила медичний факультет.
Взимку 1997 року в віці 16 років вперше з'явилася на сцені «GORGONES І MAGKES». Музичній кар'єрі Амарилліс на першому етапі сприяв її старший брат — Дімітріс Іконому (грец. Δημήτρης Οικονόμου), звукорежисер, професійний музикант, член дуету Ketjak, який працює в жанрі танцювальної музики. Музичну кар'єру розпочала як член групи ECHIS. Стеліос Роккос помітив особливості її голосу і взимку 1998 року Амарилліс вже працювала в клубі «Posidonio» разом з Пеггі Зіною і Нікосом Куркулісом. Взимку 1999 року вона виступала поряд з Антонісом Ремосом у Салоніках.
Її хобі — музика, читання, гімнастика та екстремальні види спорту.

### Кар'єра
Згодом вона покинула групу і розпочала сольну кар'єру. У 2006 році вона представила свій перший альбом під назвою «Амарилліс». Співпрацювала з Пеггі Зіною, Паносом Кіамосом, Нікосом Ікономопулосом, Константіносом Галаносом, NINO, Елізабет Спанос, Яннісом Плутархосом, Валандісом.
Взимку 2011–2012 року співала разом з Плутархосом в клубі Cosmostage (Пірей, Афіни).
Навесні 2012 року співачка записала нову пісню «Σε χρειάζομαι» («Ти потрібен мені»).
Текст пісні написав Філіп Іліас, музику Кіріакос Пападопулос. На початку квітня режисером Константіносом Рігосом був знятий кліп до цієї пісні. Взимку 2014–2015 Амарилліс виступає в Афінах в клубі Enastron на одній сцені з Каррасом і Роккосом.
Її хобі — музика, читання, гімнастика та екстремальні види спорту, зараз вона одружена, виховує сина.

## Дискографія

### Альбоми
- 2006 — Αμαρυλλίς
- 2007 — Θετική Ενέργεια
- 2008 — Είμαστε Ένα

### Сингли
- 2009 — Όσο Υπάρχεις Εσύ
- 2010 — Αυτό Είναι Ο Έρωτας
- 2012 — Σε Χρειάζομαι
- 2013 — Διαταγές
- 2013 — Πόσο Να Πέσω Ποιο Χαμηλά
- 2014 — Άστο Τέλειωσε
- 2014 — Καμιά Δεν Ναι Σαν Εμένα
- 2015 — Γύρισα Σελίδα
- 2016 — Αργότερα
- 2016 — Αυτό Να Μείνει Μεταξύ Μας
- 2016 — 1 Και Σήμερα
- 2017 — Να Σε Προσέχει
- 2017 — Θα Ζω
- 2018 — Ενδεχόμενο
- 2018 — Όλα επιτρέπονται
- 2019 — Ένας Λόγος Παραπάνω
- 2019 — Αλυσίδες
- 2019 — Ματαδώ
- 2020 — Μου Έλειψες
- 2020 — Προς Το Παρόν